# Еосиміди
Еосиміди(Eosimiidae) — родина нині вимерлих приматів.